# Malta Eurovision Song Contest 2016
Malta Eurovision Song Contest 2016 (Abkürzung: MESC 2016) war die maltesische Vorentscheidung für den Eurovision Song Contest 2016, der in Stockholm (Schweden) stattfand, nachdem Måns Zelmerlöw im Vorjahr mit dem Lied Heroes den Eurovision Song Contest gewonnen hatte. Den Wettbewerb gewann Ira Losco mit Chameleon (Invincible).

## Ankündigung & Prinzip
Am 3. September 2015 bestätigte die maltesische Rundfunkanstalt PBS die Teilnahme Maltas am Eurovision Song Contest 2016. Zudem wurde angekündigt, dass man im Januar 2016 einen Vorentscheid veranstalten wird.
Am 3. Dezember 2015 wurde eine Liste mit den vorläufigen 49 Teilnehmern veröffentlicht. Aus diesen Teilnehmern werden 20 von einer Jury ausgewählt, um am 22. Januar 2016 im Halbfinale anzutreten. Von den 20 Teilnehmern werden 14 das Finale, welches am 23. Januar 2016 in der Mediterrenean Conference Center in Valletta stattfinden wird, erreichen.

## Teilnehmer
Unter den 49 Teilnehmern des Vorentscheids finden sich neue Künstler und Künstler, die bereits in der Vergangenheit an der Show teilnahmen. Zu diesen gehören beispielsweise Jessika, die sich mit drei Songs bewarb, Christabelle Borg, Daniel Testa oder Lyndsay Pace. Außerdem nimmt Ira Losco, die Malta beim Eurovision Song Contest 2002 vertrat, teil.

### Halbfinale
Am 11. Dezember 2015 wurden die 20 Acts für das Halbfinale bekanntgegeben. Ira Losco ist als einzige Interpretin mit zwei Liedern vertreten.
| Startnr. | Interpret     | Lied Musik (M) und Text (T)                                                                              | Ungefähre Bedeutung im Deutschen |
| -------- | ------------- | --- | -------------------------------- |
| 1        | Ira Losco     | Chameleon (Invincible) M/T: Ira Losco & Talkback                                                         | Chamäleon (Unbesiegbar)          |
| 2        | Corazón       | Falling Glass M/T: Jonas Gladnikoff, Sara Ljunggren, Georgios Kalpakidis                                 | Fallendes Glas                   |
| 3        | Stefan Galea  | Light Up My Life M/T: Ylva & Linda Persson                                                               | Erleuchte mein Leben             |
| 4        | Domenique     | Empty Hearted M/T: Ylva & Linda Persson                                                                  | Herzlos                          |
| 5        | Dario         | I Love You M: Henric Pieroff; T: Sandra Nordstorm                                                        | Ich liebe Dich                   |
| 6        | Daniel Testa  | Under the Sun M: Elton Zarb & Daniel Testa; T: Matthew „Muxu“ Mercieca                                   | Unter der Sonne                  |
| 7        | Jessika       | The Flame M: Gerard James Borg; T: Philip Vella                                                          | Die Flamme                       |
| 8        | Jasmine       | Alive M: Paul Abela, Michael James Down, Marie Pettersson; T: Filip Lindfors                             | Lebendig                         |
| 9        | Raquel        | Flashing Lights M: Elton Zarb; T: Matthew „Muxu“ Mercieca                                                | Blinklicht                       |
| 10       | Brooke        | Golden M/T: Brooke Borg, Sara Biglert, Christian Schneidgr, Aidan O’Connor                               | Golden                           |
| 11       | Kim           | Lighthouse M: Cyprian Cassar, T: Matthew „Muxu“ Mercieca                                                 | Leuchtturm                       |
| 12       | Sarah Crystal | Right Here With You M: Toby Farrugia & Pamela Bezzina; T: Sarah Crystal & Toby Farrugia                  | Hier mit Dir                     |
| 13       | Danica Muscat | Frontline M: Philip Vella; T: Emil Calleja Bayliss                                                       | Frontlinie                       |
| 14       | Christabelle  | Kingdom M/T: Elton Zarb; T: Matthew „Muxu“ Mercieca                                                      | Königreich                       |
| 15       | Franklin      | Little Love M: Cyprian Cassar; T: Matthew „Muxu“ Mercieca                                                | Kleine Liebe                     |
| 16       | Dominic       | Fire Burn M: Jonas Gladnikoff, William Taylor; T: Natasha Turner                                         | Brennendes Feuer                 |
| 17       | Ira Losco     | That’s Why I Love You M/T: Ira Losco, Howard Keith, Mathias Strasser, Stefan Moessle                     | Darum liebe ich Dich             |
| 18       | Lawrence Gray | You’re Beautiful M: Paul Giordimaina; T: Fleur Balzan                                                    | Du bist schön                    |
| 19       | Maxine        | Young Love M: Elton Zarb; T: Matthew „Muxu“ Mercieca                                                     | Junge Liebe                      |
| 20       | Deborah C     | All Around The World M: Jonas Gladnikoff, Michael James Down, Primoz Poglage, Matthew Ker; T: Angie Laus | Auf der ganzen Welt              |

### Finale
| Platz | Startnr. | Interpret     | Lied Musik (M) und Text (T)                                                                              | Jury | Zuschauer | Gesamt |
| ----- | -------- | ------------- | --- | ---- | --------- | ------ |
| 1     | 13       | Ira Losco     | Chameleon (Invincible) M/T: Ira Losco & Talkback                                                         | 56   | 12        | 68     |
| 2     | 4        | Brooke        | Golden M/T: Brooke Borg, Sara Biglert, Christian Schneider, Aidan O’Connor                               | 48   | 10        | 58     |
| 3     | 2        | Franklin      | Little Love M: Cyprian Cassar; T: Matthew „Muxu“ Mercieca                                                | 38   | 6         | 44     |
| 4     | 6        | Christabelle  | Kingdom M: Elton Zarb; T: Matthew „Muxu“ Mercieca                                                        | 30   | 8         | 38     |
| 5     | 12       | Maxine        | Young Love M: Elton Zarb; T: Matthew „Muxu“ Mercieca                                                     | 29   | 7         | 36     |
| 6     | 10       | Jasmine       | Alive M: Paul Abela, Michael James Down, Marie Pettersson; T: Filip Lindfors                             | 23   | 3         | 26     |
| 7     | 9        | Jessika       | The Flame M: Gerard James Borg; T: Philip Vella                                                          | 15   | 4         | 19     |
| 8     | 7        | Corazón       | Falling Glass M/T: Jonas Gladnikoff, Sara Ljunggren, Georgios Kalpakidis                                 | 10   | 5         | 15     |
| 9     | 5        | Raquel        | Flashing Lights M: Elton Zarb; T: Matthew „Muxu“ Mercieca                                                | 11   | 1         | 12     |
| 10    | 14       | Kim           | Lighthouse M: Cyprian Cassar, T: Matthew „Muxu“ Mercieca                                                 | 10   | 0         | 10     |
| 11    | 1        | Deborah C     | All Around The World M: Jonas Gladnikoff, Michael James Down, Primoz Poglage, Matthew Ker; T: Angie Laus | 8    | 0         | 8      |
| 12    | 11       | Lawrence Gray | You’re Beautiful M: Paul Giordimaina; T: Fleur Balzan                                                    | 5    | 2         | 7      |
| 13    | 8        | Dominic       | Fire Burn M: Jonas Gladnikoff, William Taylor; T: Natasha Turner                                         | 5    | 0         | 5      |
| 14    | 3        | Daniel Testa  | Under The Sun M: Elton Zarb & Daniel Testa; T: Matthew „Muxu“ Mercieca                                   | 2    | 0         | 2      |

#### Juryvoting
| |                        | Verteilte Punkte | Verteilte Punkte | Verteilte Punkte | Verteilte Punkte | Verteilte Punkte | Verteilte Punkte |
| --- | ---------------------- | ---------------- | ---------------- | ---------------- | ---------------- | ---------------- | ---------------- |
| N. Clark-Lowes | V. Ankova              | S. Vulić         | L. Fisher        | Q. Scerri        | Total            |                  |                  |
| Lied | All Around The World   | 3                | 1                |                  | 4                |                  | 8                |
| Lied | Little Love            | 7                | 8                | 10               | 8                | 5                | 38               |
| Lied | Under The Sun          |                  | 2                |                  |                  |                  | 2                |
| Lied | Golden                 | 12               | 12               | 7                | 7                | 10               | 48               |
| Lied | Flashing Lights        |                  | 3                | 6                |                  | 2                | 11               |
| Lied | Kingdom                | 8                | 6                | 2                | 6                | 8                | 30               |
| Lied | Falling Glass          | 2                |                  | 4                |                  | 4                | 10               |
| Lied | Fire Burn              |                  |                  | 3                | 2                |                  | 5                |
| Lied | The Flame              | 5                | 4                | 5                |                  | 1                | 15               |
| Lied | Alive                  | 1                | 7                | 8                | 1                | 6                | 23               |
| Lied | You’re Beautiful       |                  |                  |                  | 5                |                  | 5                |
| Lied | Young Love             | 6                | 5                | 1                | 10               | 7                | 29               |
| Lied | Chameleon (Invincible) | 10               | 10               | 12               | 12               | 12               | 56               |
| Lied | Lighthouse             | 4                |                  |                  | 3                | 3                | 10               |
| Die Zeilen sind nach der Auftrittsreihenfolge geordnet. Die Spalten sind in der Reihenfolge der Punktevergabe nach geordnet. |                        |                  |                  |                  |                  |                  |                  |